# (10702) Arizorcas
(10702) Arizorcas (1981 QD) – planetoida z pasa głównego asteroid okrążająca Słońce w ciągu 3,78 lat w średniej odległości 2,43 j.a. Odkryta 30 sierpnia 1981 roku.